# Драколимни (Тимфи)
Драколимни (на гръцки: Δρακολίμνη, в превод Драконово езеро) е планинско езеро в планината Тимфи, Епир, Гърция.

## Описание
Преди 10-15 хиляди години, след оттеглянето на ледниците, в Европа са възникнали хиляди езера. В днешна Гърция има около 60 такива езера, като само около тридесет от тях са с площ, по-голяма от 1 km2.
Драколимни е разположено сред алпийски ливади на 2050 метра надморска височина, северозападно от върховете Плоскос (2377 m)), североизточно от връх Астрака (2436 m) и на запад-северозапад от връх Гамила (2497 m)). Пеша може да се достигне от манастира Стомиу за 3,5 часа. Отстои на 1 час пеша от хижа Астрака и на 4 часа пеша от село Микро Папинго (Μικρό Πάπιγκο). Езерото е известно с алпийските тритони, които го обитават. Площта му е около 1 ха, а дълбочината – 4,95 m.